# (74295) 1998 SR147
(74295) 1998 SR147 – planetoida z pasa głównego asteroid okrążająca Słońce w ciągu 4,61 lat w średniej odległości 2,77 j.a. Odkryta 20 września 1998 roku.